# Alain Lopez
Alain Lopez est un footballeur français, né le 21 novembre 1963, évoluant au poste de défenseur du début des années 1980 jusqu'au milieu des années 1990.

## Biographie
Alain Lopez évolue au niveau professionnel avec les clubs de Nîmes et de Martigues.
Alain Lopez dispute un total de 29 matchs en Division 1, sans inscrire de but, et 177 matchs en Division 2, marquant six buts.

## Palmarès
- Deuxième du Groupe A de Division 2 en 1983 avec le Nîmes Olympique
- Vainqueur du Groupe G de Division 4 en 1992 avec le RCO Adge